# Céline Buckens
Céline Buckens, née le 9 août 1996 à Bruxelles (Belgique), est une actrice anglo-belge connue pour son rôle d’Émilie dans le film Cheval de guerre, mais aussi pour son rôle de Mia (Amélia) dans Zoé et Raven.

## Biographie
Céline Buckens naît de parents belges à Bruxelles, qui déménagent au Royaume-Uni lorsque celle-ci est encore jeune. Elle va d'abord à l’école Thomas's London Day Schools puis étudie à Kensington puis à St Mary’s à Ascot. À l'université, elle suit les cours d'histoire de la London School of Economics tout en apparaissant dans la série télévisée Zoe et Raven. Elle participe en 2012 au Bal des Débutantes,.
Elle est bilingue en français et en anglais,.

## Carrière
En 2011, Céline Buckens  commence sa carrière au cinéma avec le film Cheval de guerre de Spielberg. De 2017 à 2019, elle apparaît dans la série dramatique de Netflix Zoe et Raven,.
Elle joue le role de Daisy Bennett dans le drame Les Enquêtes de Morse sur  ITV en 2017. En 2018, on la retrouve incarnant Elsa dans Ne M'oublie Pas, un court-métrage français. En mai 2019, elle rejoint le casting de la série d'action Warrior pour la deuxième saison. En 2020, elle incarnera l'épouse du général - Kitty Langham - lors d'un événement mondain organisé par Lady Danbury dans la série américaine : La Chronique des Bridgerton.En 2021, elle joue Talitha Campbell, le rôle principal du drame juridique de la BBC Showtrial,.

## Filmographie

### Cinéma
- 2011 : Cheval de guerre (War Horse) de Steven Spielberg : Émilie
- 2019 : L'Art du mensonge (The Good Liar) de Bill Condon : Annalise

### Télévision
- 2017-2019 : Zoe et Raven : Mia (32 épisodes)
- 2017 : Les Enquêtes de Morse : Infirmière Daisy Bennett (saison 4, épisode 3)
- 2020 : La Chronique des Bridgerton : Kitty Langham (saison 1, épisode 7)
- 2020 : Warrior : Sophie Mercer (10 épisodes)
- 2021 : Showtrial : Talitha Campbell (5 épisodes)
- 2022 : The Ex-Wife : Tasha (4 épisodes)